# Berberis gilgiana
Berberis gilgiana är en berberisväxtart som beskrevs av Friedrich Karl Georg Fedde. Berberis gilgiana ingår i släktet berberisar, och familjen berberisväxter. Inga underarter finns listade i Catalogue of Life.